# هنریک بوروفسکی
هنریک بوروفسکی (لهستانی: Henryk Borowski؛ ‏ ۱۴ فوریهٔ ۱۹۱۰ – ۱۳ نوامبر ۱۹۹۱) بازیگر اهل لهستان بود.
از فیلم‌ها یا برنامه‌های تلویزیونی که وی در آن نقش داشته‌است، می‌توان به شوالیه‌های تتونیک، گفتار پایانی نورنبرگ، کنتس کوزل، کوپرنیک، دریاچه کنستانس، روزها و شب‌ها، ترانه‌های ممنوعه و عروسی اشاره کرد.
وی همچنین برندهٔ جوایزی همچون نشان سی‌مین سالگرد خلق لهستان و نشان دهمین سالگرد خلق لهستان شده‌است.